# Jean-François Raffaëlli

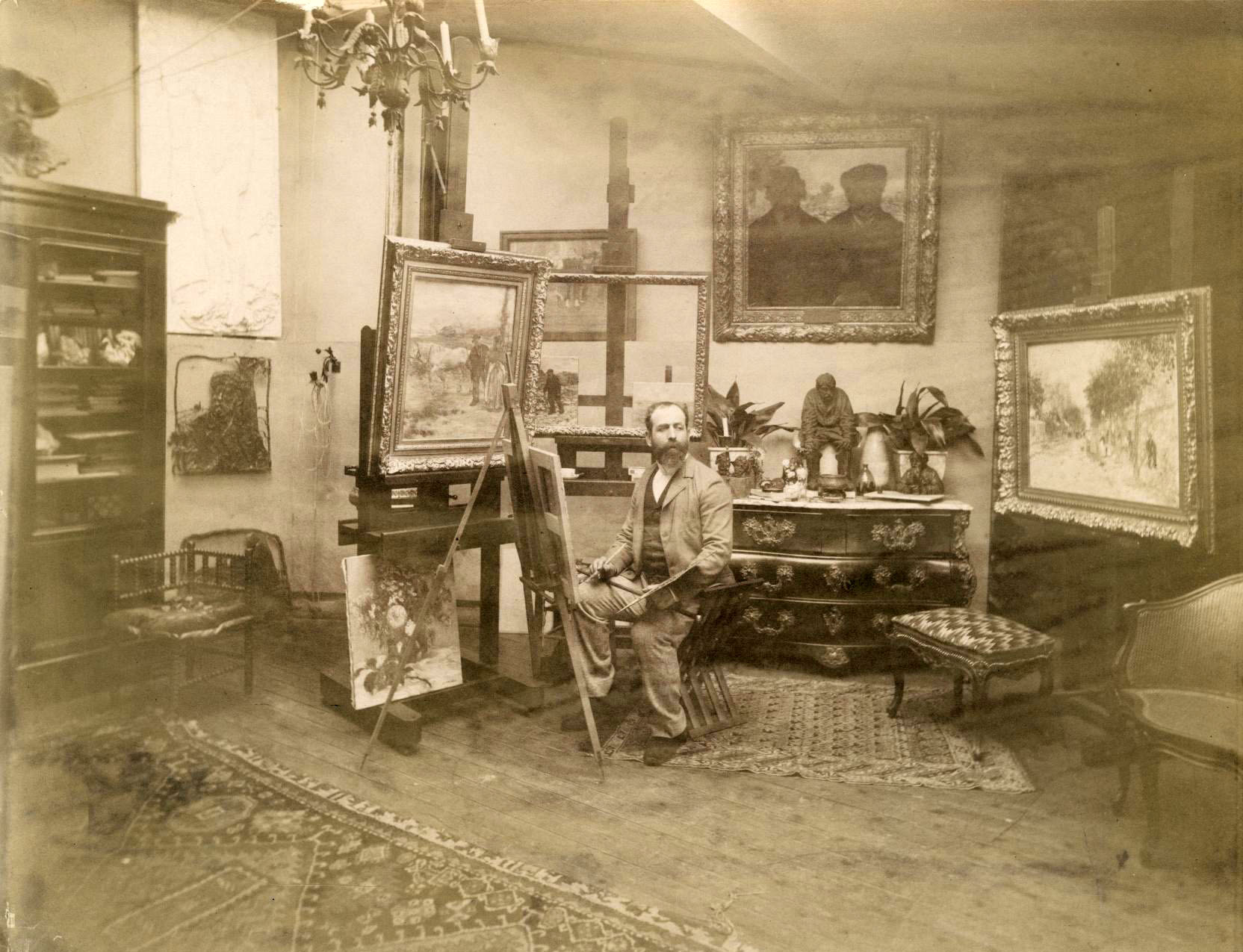
Jean-François Raffaëlli i hans Paris studio.

Jean-François Raffaëlli, född den 20 april 1850 i Paris, död där den 11 februari 1924, var en fransk målare.
Raffaëlli var från 14-årsåldern tvungen att försörja sig själv och gjorde så genom att sjunga i kyrkor, uppträda under ett antaget namn på Théâtre lyrique i små roller och gav lektioner, samtidigt som han själv skaffade sig allmänbildning. En kort tid studerade Raffaëlli måleri för Géröme, men är mest självlärd. Raffaëlli debuterade på salongen 1870 med ett landskap, och ställde 1873 ut Ett anfall i skogen (en liten kostymtavla, noggrant utarbetad), 1874 En tiggare, 1875 I Nizza. Han besökte Italien, Algeriet och Spanien. I Bretagne målade han 1877 En bondfamilj och slog sig sedan ner i Asnières, en av Paris förstäder, och började välja sin motivkrets och sina typer därifrån. Han utställde De båda gamla (1879), En gammal borgare målar sitt staket (1880), Politiserande gubbar (1882), Bröllopsgästerna utanför vigsellokalen (samma år, Luxembourg-museet), Två drickande smeder (1885, museet i Douai).
Åren 1881 och 1882 hade Raffaëlli deltagit i impressionisternas utställningar; 1884 anordnade han en egen utställning. Han utgick där från samma åsikt, som tyska romantiker i 1800-talets början uttalat, att den äldre konsten utsagt allt, som är att säga om den plastiska skönheten, men hans slutsats blev den, att den moderne målaren i en positivistisk tid har att tolka det karakteristiska i företeelserna. Sin egen konst kallade han "karakterism", och sin uppgift definierade han så, att han under "lidelsefullt studium av människan" ville nå fram såväl till det typiska som till det individuellt levande. De småborgare, kroppsarbetare, bönder, vagabonder han framställde i omsorgsfullt valda situationer är i själva verket studerade med största intensitet, med det väsentliga framhållet på ett sammanfattande och kraftfullt sätt, utan försköning, men alls ej objektivt, ibland med välvillig humor, ibland med satirisk skärpa, som gärna går ut över småborgerlig pösighet. 
Bland existens- och karaktärsbilder från de följande åren finns sådana motiv som Gamla konvalescenter i sjukhusets trädgård (Luxembourg-museet), Bonde går till staden, Snickare tänder sin pipa, Den tjänstsökande (en lantlig tjänsteflicka inför ett gammalt borgarpar i deras salong). Inom denna motivkrets faller även teckningar, raderingar - även i färg - och litografier (Les types de Paris med flera). Från 1885 är en större målning Politiskt folkmöte ("Réunion publique"), där huvudpersonen är Georges Clemenceau talande i en fullpackad lokal (Luxembourg; målningen gör intryck av en stor kolteckning med sparsam isättning av färg). 
Som porträttmålare uppträdde Raffaëlli tidigt (Edmond de Goncourt, 1888, museet i Nancy). Samtidigt visade han sig på ett nytt område i Den vackra morgonen (en slumrande ung kvinna i sin säng i ett elegant rum, Köpenhamnsutställningen 1888, museet i Philadelphia). Flera senare porträtt av damer och barn visade stora framsteg i koloristisk delikatess och i behandlingens elegans, utan att han uppgav sin friskhet och omedelbarhet (Min dotter, världsutställningen 1900, Judith och Gabrielle, Luxembourgmuseet).  
Redan på 1870-talet målade Raffaëlli stadsbilder från Paris; liksom hans landskap är de hållna i en teknik, som snarare är den färglagda teckningens än målningens, som nöjer sig med en antydan om det huvudsakliga och söker enkla uttryck för luftverkan och stämning:
Notre-Dame-platsen (Luxembourgmuseet), avenyer i Paris’ förstäder, Solig gata (National-galleriet i Kristiania). Nationalmuseet i Stockholm äger hamnmotivet Sjömän från norden, inköpt 1897. Som författare har Raffaëlli uppträtt med Mes promenades dans le musée du Louvre (2:a upplagan 1913). En redan 1884 bebådad "Philosophie de 1’art möderne" utkom aldrig. Han är uppfinnare av de efter honom uppkallade Raffaellifärgerna. De kom i handeln 1903 och väckte då mycket intresse bland målare, ett intresse, som likväl snart svalnade. Raffaëlli är även representerad vid bland annat Göteborgs konstmuseum och Nationalmuseum.